# Hesquiat Peninsula Provincial Park
Der Hesquiat Peninsula Provincial Park (auch Hesquiat Peninsula Park) ist ein etwa 7888 Hektar (ha) großer Provincial Park im Südwesten der kanadischen Provinz British Columbia, an der Westküste von Vancouver Island.
Der Park ist Teil des Clayoquot Sound Biosphere Reserve, einem von der UNESCO anerkannten Biosphärenreservat.
Bei dem Park handelt es sich um einen sogenannten backcountry park. Diese Parks haben üblicherweise keine direkte Anbindung an eine offizielle Straße und sind oft nur über Schotterpisten oder Holzfällerstraßen zu erreichen.

## Anlage
Der Park liegt nordwestlich von Tofino bzw. westsüdwestlich von Gold River, im Alberni-Clayoquot Regional District, auf der namensgebenden Hesquiat Peninsula. Der Park umfasst den Südteil der Halbinsel und grenzt im Osten die Gewässer des Hesquiat Harbour, die zum Clayoquot Sound gerechnet werden, sowie im Westen an die Gewässer am Eingang zum Nootka Sound. Der Park umfasst 6689 ha Landfläche sowie 1199 ha Gewässer und Litoralzone. Außerdem umschließt er weiterhin mehrere Reservate der Hesquiaht, von denen Hesquiaht No. 1 das größte ist. An der Südwestspitze der Halbinsel liegt der Leuchtturm Estevan Point.
Bei dem Provinzpark handelt es sich um ein Schutzgebiet der IUCN-Kategorie II (Nationalpark).

## Geschichte
Der 1909 errichtete und heute noch aktive Leuchtturm Estevan Point wurde während des Zweiten Weltkriegs, am 20. Juni 1942, vom U-Boot I-26 der Kaiserlich Japanischen Marine angegriffen. Dieser Angriff auf kanadischen Boden war der erste seit dem Krieg von 1812. Obwohl keine Menschen verletzt oder getötet wurden, hatte der Angriff doch Folgen. Die Leuchttürme an der Außenküste wurden abgeschaltet, um ihre Verwendung durch U-Boote zu verhindern, wodurch die Schifffahrt sehr beeinträchtigt wurde.
Der Park wurde am 13. Juli 1995, als einer in einer Gruppe von rund 50 Schutzgebieten, als Provincial Park in British Columbia eingerichtet. Zu den zeitgleich eingerichteten Parks gehören unter anderm auch der nahegelegene Hesquiat Lake Provincial Park, der Sydney Inlet Provincial Park, der Sulphur Passage Provincial Park und der Flores Island Marine Provincial Park sowie weitere Parks am Clayoquot Sound. Die Einrichtung dieser Parks war, als Folge der langjährigen Proteste in den 1980er-Jahren sowie den frühen 1990er-Jahren, welche sich gegen die Kahlschlagpolitik der Forstindustrie richteten, das Ergebnis der „Clayoquot Sound Land Use Decision“.
Wie jedoch bei fast allen Provinzparks in British Columbia gilt auch für diesen, dass die Gegend, lange bevor sie von europäischen Einwanderern besiedelt oder sie Teil eines Parks wurde, in diesem Fall Jagd- und Siedlungsgebiet verschiedener Gruppen der First Nations, hier Gruppen der Nuu-chah-nulth, war.

## Flora und Fauna
Mit dem Biogeoclimatic Ecological Classification (BEC) Zoning System wird das Ökosystem von British Columbia in verschiedene biogeoklimatische Zonen eingeteilt. Biogeoklimatische Zonen zeichnen sich durch ein grundsätzlich identisches oder sehr ähnliches Klima sowie gleiche oder sehr ähnliche biologische und geologische Voraussetzungen aus. Daraus resultiert in den jeweiligen Zonen dann grundsätzlich auch ein sehr ähnlicher Bestand an Pflanzen und Tieren. Innerhalb dieser Systematik wird der Park der Coastal Western Hemlock Zone und der Mountain Hemlock Zone zugeordnet.
Ähnlich dem Biogeoclimatic Ecological Classification (BEC) Zoning System wird auch das maritime Ökosystem der Küstengewässer von British Columbia mit der British Columbia Marine Ecological Classification in verschiedene Ökozonen eingeteilt. Innerhalb dieser Systematik werden die Parkgewässer der Vancouver Island Shelf Marine Ecosection (VIS) zugeordnet.
Der Park schützt einen Bestand an seltenen Waldlilien (Trillium ovatum var. hibbersonii) die nur im westlichen Vancouver Island vorkommen und auch einen Primärwald (englisch old-growth forest) mit einem Bestand an Hemlocktannen, Riesen-Lebensbäumen und Küsten-Kiefern. Außerdem der Park und seine Umgebung ein wichtiges Brutgebiet des Marmelalk.